# Normal (Illinois)
Normal – miasto w Stanach Zjednoczonych, w stanie Illinois, w hrabstwie McLean. Według spisu z 2008 roku miasto zamieszkiwało 52 004 osób. Wraz z sąsiadującym Bloomingtonem tworzy dwumiasto.
W mieście znajduje się najstarszy publiczny uniwersytet w stanie, Illinois State University, założony 18 lutego 1857 przez ówczesnego gubernatora Illinois Williama H. Bissella.

## Miasta partnerskie
- Asahikawa, Japonia
- Włodzimierz, Rosja
- Canterbury, Wielka Brytania
- Nof ha-Galil, Izrael
- Nazaret
- Ramallah, Palestyna
- Caibarién, Kuba
- Remedios, Kuba